# Gaëtan Huard
Gaëtan Huard (* 12. ledna 1962, Montargis) je bývalý francouzský fotbalový brankář, držitel rekordu v počtu minut bez inkasovaného gólu ve francouzské nejvyšší lize Ligue 1.

## Klubová kariéra
Huard hrál ve Francii za kluby RC Lens, Olympique de Marseille a FC Girondins de Bordeaux. S Olympique de Marseille získal dvakrát titul v Ligue 1, v sezónách 1988/89 a 1989/90.
V sezóně 1992/93 vytvořil v Ligue 1 v dresu FC Girondins de Bordeaux rekord v počtu odehraných minut bez ikasovaného gólu (celkem 1 176 minut). Branku inkasoval až na jaře 1993. V sezóně 2013/14 se po dlouhé době k jeho rekordu přiblížil nigerijský brankář Vincent Enyeama z Lille OSC, který udržel 11 čistých kont po sobě a neinkasoval celkem 1 062 minut, ovšem nepřekonal jej.
V semifinále Poháru UEFA 1995/96 pomohl vyřadit český tým SK Slavia Praha a postoupit přes něj do finále proti německému velkoklubu FC Bayern Mnichov. Titul však nevyhrál, německý klub dvakrát zvítězil, 2:0 a 3:1.
V červenci 1996 přestoupil do španělského klubu Hércules CF, kde odchytal 10 utkání v Primera División. Klub po sezóně 1996/97 sestoupil do Segunda División a Huard ukončil aktivní kariéru.